# Land Muszyna

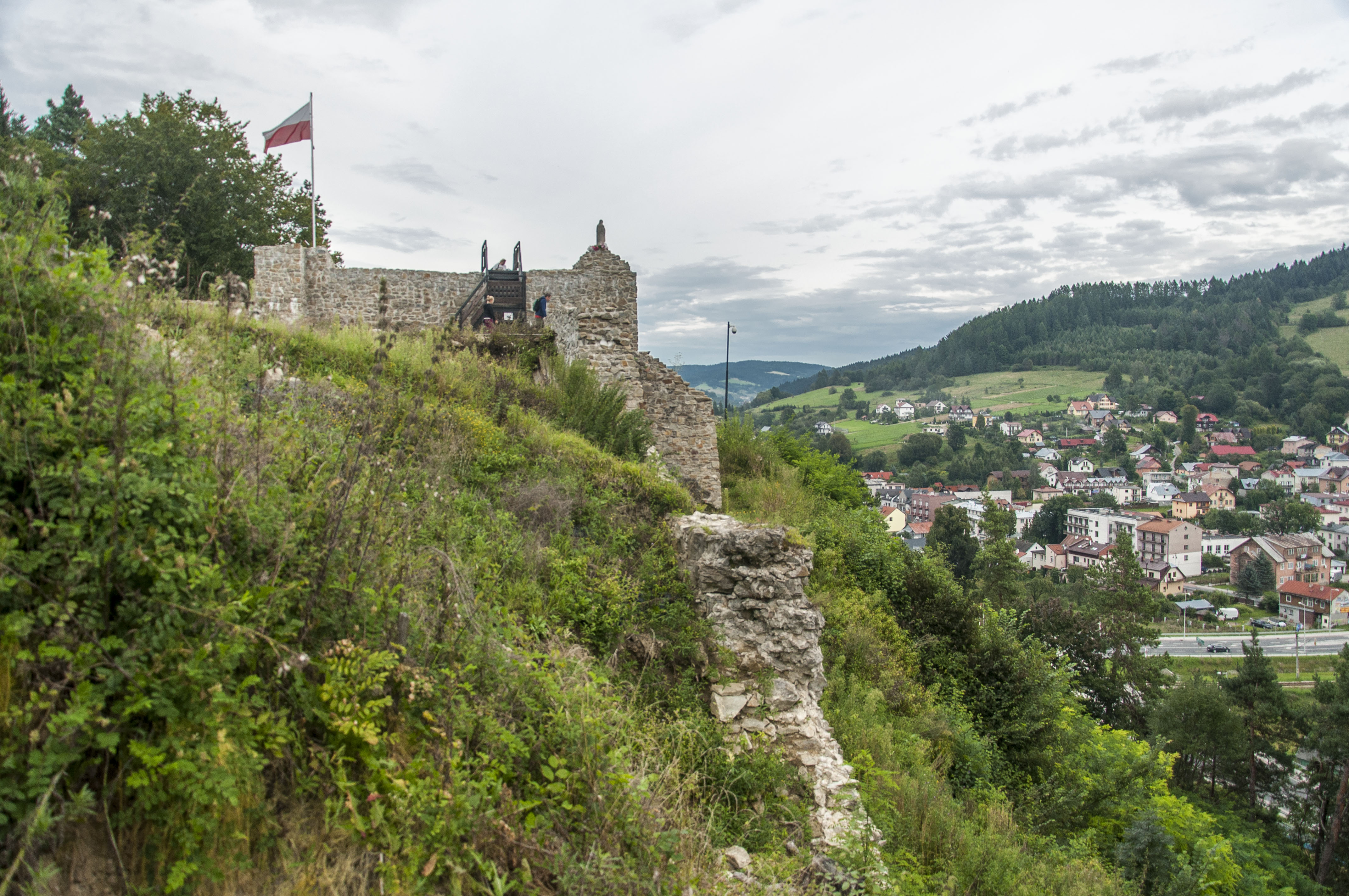
Ruine der Burg Muszyna

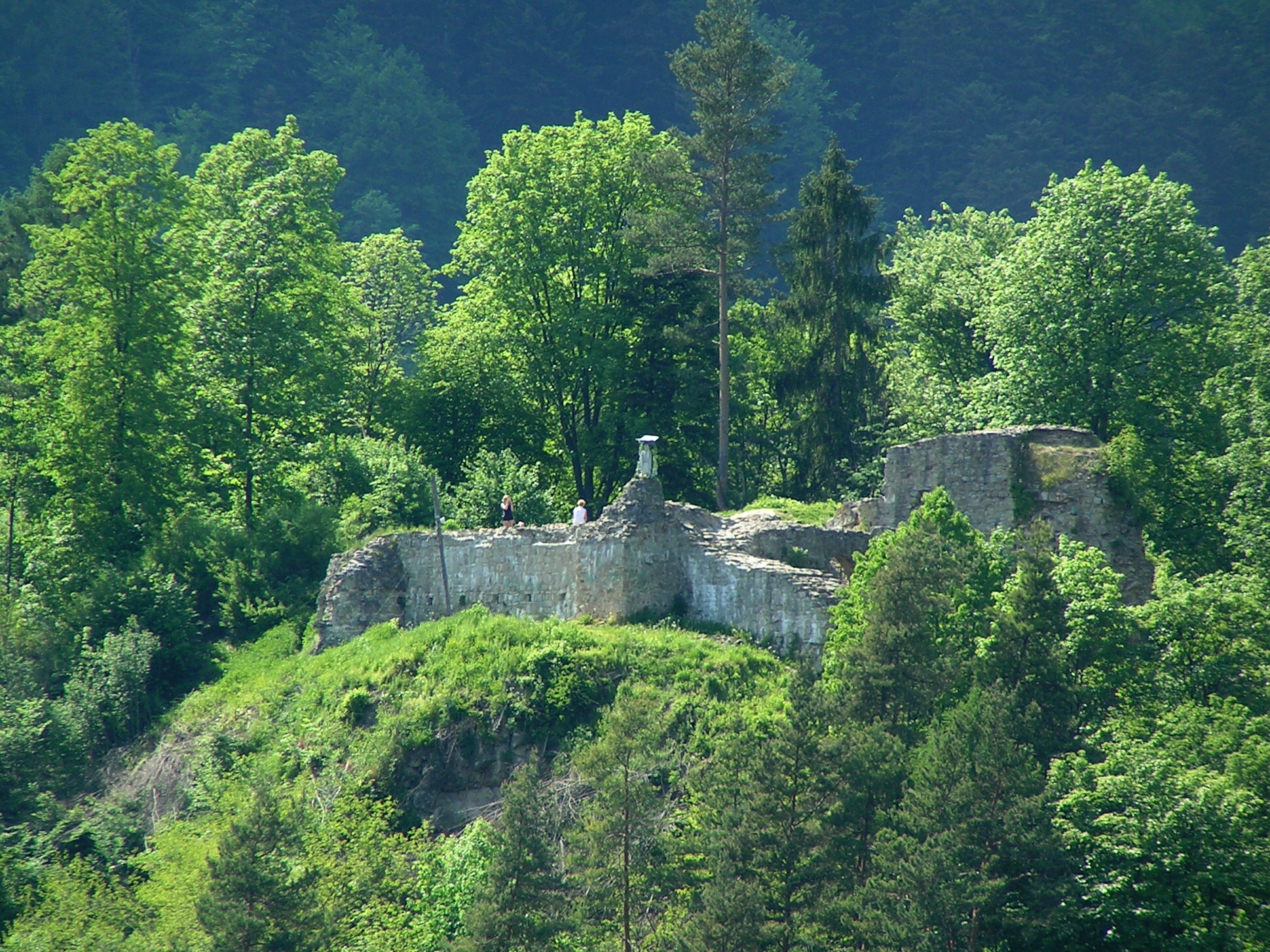
Burgruine von oben

Das Land Muszyna (polnisch Państwo Muszyńskie) war eine Latifundie, um 450 km2 groß, der Krakauer Bischöfe in den Tälern des Poprad und Dunajec in den Sandezer Beskiden. Sitz der Latifundie war die Burg Muszyna in Muszyna.

## Geschichte
Die Latifundie entstand 1288 durch Vermächtnis des Scholaster Wysz Niegowicki an den Krakauer Bischof Paweł z Przemankowa. Das Land wurde von der Burg Muszyna verwaltet. König Władysław I. beschlagnahmte die Güter Anfang des 14. Jahrhunderts von Bischof Johann Muskata, da dieser dem Aufstand des Vogtes Albert wohlgesonnen war. 1391 erhielt der Krakauer Bischof Johann Radlica die Latifundie von Władysław II. zurück. Władysław II. soll zudem die Stadt Tylicz dem Land Muszyna zugeordnet haben. Die Schenkungsurkunde gilt heute jedoch als eine Fälschung aus dem 16. Jahrhundert. Teilweise wird die Rückgabe von Władysław II. überhaupt angezweifelt. Danach soll erst Kardinal Zbigniew Oleśnicki die Güter 1440 von Kasimir IV. erhalten haben. Im 16. Jahrhundert erreichte das Gebiet die Walachische Kolonisation und die Zahl der Orte stieg mehrmals: 2 Städtchen (Muszyna und Tylicz) und 35 Dörfer. Die Latifundie machte 1/7 der Güter der Krakauer Bischöfe aus. Das Land Muszyna litt unter dem sich im polnisch-ungarischen Grenzgebiet verbreitenden Raubrittertum. Bereits vor der Ersten Polnischen Teilungen besetzten die Habsburger die Zipser Städte und das Land Muszyna 1770. Letzteres wurde allerdings 1772 wieder von Ungarn getrennt und an Galizien angeschlossen. 1781 lösten die Habsburger das Land Muszyna auf und übernahmen den Gutsbesitz als Kammergut. Im Jahr 1785 hatte das Kammergut 16.885 Einwohner, davon 14.919 (88,4 %) griechisch-katholisch, 1.863 (11 %) römisch-katholisch, 103 (0,6 %) Juden. Die Burg Muszyna wurde verlassen und verfiel zur Ruine.